# Standaardtype NCS 2e klasse
Het Standaardtype NCS 2e klasse is een stationsontwerp dat in 1863 werd gebruikt voor 2 spoorwegstations van de Nederlandsche Centraal-Spoorweg-Maatschappij. De architect was Nicolaas Kamperdijk (1815-1887). 

## Lijst van stations van het type NCS 2e klasse
- Station 't Harde (1863), gesloopt in 1979.
- Station Soestduinen (1863), gesloopt in 1910.